# Melocactus levitestatus
Melocactus levitestatus es una especie de planta fanerógama de la familia Cactaceae. 

## Descripción
Melocactus levitestatus  crece con tallos brillantes de color gris-verde a verde oscuro, deprimido esféricos o cilíndricos que alcanza un tamaño de 15 a 68 centímetros de altura y un diámetros de 14 a 30 centímetros. Tiene de 9 a 15 afiladas costillas. Las rojas y grises ahogado parduscos espinas en ocasiones se enganchan en las plántulas. Las  espinas centrales están ascendiendo y miden 1.7 a 3.3 centímetros de largo, con algunas de ellas ganchudas. Las de siete a diez espinas radiales miden 2.2 a 3.3 centímetros de largo y son fuertemente recurvada. El cefalio está compuesto de cerdas de color rojo brillante y miden hasta 18 centímetros de altura y tiene un diámetro de 7 a 12 centímetros. Las flores son de color rojo en el  exterior y en el interior de color  magenta. Miden 2-2,7 centímetros de largo y tiene un diámetro de 0,6 hasta 0,9 centímetros. Los frutos de color rosa blanca o luminoso, en forma de maza miden 1.2 a 2.4 centímetros de largo.

## Distribución
Es endémica de Brasil.  Es una especie común en todo el mundo como planta ornamental.

## Taxonomía
Melocactus levitestatus fue descrita por Buining & Brederoo y publicado en Cactus and Succulent Journal 45: 271. 1973.
Etimología
Melocactus: nombre genérico, utilizado por primera vez por Tournefort, proviene del latín melo, abreviación de melopepo (término con que Plinio el Viejo designaba al melón). Se distingue de las demás cactáceas cilíndricas por tener un cefalio o gorro rojo, razón por la que los primeros españoles que llegaron a Sudamérica le llamaban "gorro turco".
levitestatus: epíteto
Sinonimia
- Melocactus diersianus Buining & Brederoo
- Melocactus rubrispinus F. Ritter
- Melocactus securituberculatus Buining & Brederoo
- Melocactus uebelmannii P.J. Braun
- Melocactus warasii E. Pereira & Buenecker[2][3]